# Katedra Najświętszej Maryi Panny w Patnie
Katedra Najświętszej Maryi Panny w Patnie jest rzymskokatolicką katedrą w indyjskim mieście Patna oraz siedzibą arcybiskupa Patny i główną świątynią archidiecezji Patna. Katedra znajduje się przy ulicy Padri-Ki-Haveli.
Wybudowana w latach 1772–1779, została prawdopodobnie zaprojektowana przez Edwarda Tirettę i została wzniesiona przez kapucyna o. Józefa z Rovato. Jest to monumentalny kościół z wyniosłą kopułą i wspaniałym frontowym jońskim portykiem. Wewnątrz, porządek jest koryncki. Dzwon został ofiarowany w 1782 roku przez Bahadura Shaha, syna maharadży Nepalu.